# ARM Cortex-A65
Az ARM Cortex-A65 egy többszálú 64 bites Cortex-A CPU.
A processzor tervezési szempontjai a termikus és a magas szintű átviteli hatékonyság voltak.
A Cortex-A65-öt nagy teljesítményű és nem biztonsági szempontból kritikus feladatokat ellátó eszközökhöz tervezték, például navigációhoz, szenzorfúzióhoz és látásalapú rendszerekben történő felhasználásra.
A Cortex-A65 a DynamIQ klaszterező technológiára épül, és kihasználja annak többmagos jellemzőit.
Egyszerre két szálat képes feldolgozni, és akár nyolc magra is skálázható egyetlen fürtben.

## Leírás
A Cortex-A65 mag egy energiatakarékos, középkategóriás, átviteli számításokra orientált, szimultán többszálú (SMT) mag, amely az Armv8-A architektúra AArch64 végrehajtási állapotát valósítja meg a DynamIQ Shared Unit (DSU) fürtön belül.
A DynamIQ Shared Unit (DSU) tartalmazza az L3 gyorsítótárat és a klaszterben lévő magok közötti koherencia fenntartásához szükséges logikát.
A Cortex-A65 mag nem valósítja meg az Armv8-A architektúra AArch32 végrehajtási állapotát.
2018 decemberében az ARM bejelentette a processzor újabb Cortex-A65AE jelű (kódnevén Helios-AE) változatát, amit főleg az autóiparban történő felhasználásra szántak,
biztonság szempontjából kritikus feladatokhoz, például a fejlett vezetőtámogató (ADAS és Gateway) rendszerekben való alkalmazásra.
A tervezők úgy látták, hogy az autókban lévő érzékelők száma várhatóan nagy mértékben növekszik, és ezzel együtt a nagyobb átviteli teljesítményű feldolgozási teljesítmény iránti igény is, így a Cortex-A65AE a nagy áteresztőképességű alkalmazásokra összpontosít.
A Cortex-A65AE az ARM első többszálas CPU-magja, szimultán többszálú feldolgozásra (SMT) képes, ami lehetővé teszi, hogy magonként két szál is futtatható legyen.
A Cortex-A65AE szintén a DynamIQ technológiára épül, és kihasználja annak kapcsolati képességeit. A magot Dual Core Lock-Step (DCLS) funkcióval is ellátták, ami fokozottan hibatűrő működést biztosít.
A processzor konfigurálható a biztonságot növelő split-lock üzemmódra, amelyben két mag ugyanazt az utasítássort hajtja végre szinkronban (lock-step), és a lépések eredményét hardveresen összehasonlítva fogadja el a végső állapotot, eltérés esetén megszakítás lép fel.
A Cortex-A65AE magok Cortex-A76AE magokkal párosíthatók és támogatják a heterogén feldolgozást.
Az ARM szerint az első Cortex-A65AE-vel szerelt termékek 2020-ban jelenhetnek meg, de 2022-ben még nem ismert ilyen megjelenés.
A Cortex-A53-hoz képest a Cortex-A65AE magonként 70%-kal jobb egész számítási teljesítményt, 3,5-ször nagyobb memóriateljesítményt biztosít a memóriaintenzív autóipari terheléseknél, és több mint 6-szor nagyobb olvasási sávszélességet 
az alacsony késleltetésű ACP-nél (Accelerator Coherency Port) a szorosan illesztett gyorsítókhoz.

## Technikai jellemzők

### Cortex-A65
| Architektúra                         | Armv8-A (Harvard) |
| Kiterjesztések                       | Armv8.1 kiterjesztések Armv8.2 kiterjesztések kriptográfiai kiterjesztések RAS kiterjesztések Armv8.3 (csak az LDAPR utasítások) |
| Utasításkészlet                      | A64 |
| Mikroarchitektúra                    | soron kívüli végrehajtású futószalag szuperskalár NEON SIMD opcionális kriptográfiai egység legfeljebb 8 CPU mag egy klaszterben fizikai címzés (Pysical Addressing, PA): 44 bites Dual Core Lock-Step (DCLS): nincs                                                              |
| Memóriarendszer és külső interfészek | L1 utasítás- (I-cache) és adat-gyorsítótár (D-cache): 16–64 KiB L2 gyorsítótár opcionális, 64 KiB-től 256 KiB-ig L3 gyorsítótár opcionális * ECC támogatás nagy fizikai címkiterjesztés (LPAE): van buszinterfészek: AMBA ACE vagy CHI opcionális ACP opcionális periféria-portok |
| Egyéb                                | TrustZone biztonsági rendszer Megszakítások: GIC interfész, GICv4 Armv8-A generikus időzítő PMU (Performance Monitor Unit): PMUv3 Armv8-A (+ Armv8.2-A) hibakeresési kiterjesztések CoreSight v3 Embedded Trace Macrocell ETMv4.2 (utasítás nyomkövetés)                          |

### Cortex-A65AE
Mint a Cortex-A65, az alábbi jellemzőkkel:
| Kiterjesztések                       | Armv8.4 skaláris szorzás (dot product) |
| Mikroarchitektúra                    | soron kívüli végrehajtású futószalag szuperskalár NEON SIMD, lebegőpontos utasítások opcionális kriptográfiai egység legfeljebb 8 CPU mag egy klaszterben fizikai címzés (Pysical Addressing, PA): 44 bites                                                            |
| Memóriarendszer és külső interfészek | L1 utasítás- (I-cache) és adat-gyorsítótár (D-cache): 32–64 KiB L2 gyorsítótár: 64 KiB-től 256 KiB-ig L3 gyorsítótár opcionális * ECC támogatás nagy fizikai címkiterjesztés (LPAE): van buszinterfészek: AMBA ACE vagy CHI opcionális ACP opcionális periféria-portok |
| Funkcionális biztonság               | Dual Core Lock-Step – beépítve, Lock üzemmód memóriavédelem, interfész védelem biztonsági képességek: ASIL D hardverdiagnosztikai metrika, rendszerfejlesztés támogatása kiterjesztett biztonsági csomag                                                               |
| Egyéb                                | TrustZone biztonsági rendszer + mint Cortex-A65 |

1. 1 2  Az L3 gyorsítótárat mindkét típusban a DynamIQ Shared Unit (DSU) egység tartalmazhatja.